# Quenena
Quenena (também grafada como Quenene) é uma pequena povoação localizada no nordeste da freguesia de São Domingos de Rana, concelho de Cascais. Limita a norte e oeste com Trajouce, a leste com Talaíde, e a sul com Conceição da Abóboda. Situa-se no vale do rio das Parreiras, desenvolvendo-se quase inteiramente de forma paralela ao seu leito, ao longo da Estrada de São Lourenço de Quenena.
É um dos assentamentos mais antigos do concelho de Cascais. A origem do topónimo é incerta, podendo resultar da corrupção de canena, designando os terrenos de charneca, estéreis e de pouco valor que caracterizam a região e as zonas mais afastadas da ribeira.
As primeiras referências à aldeia surgem no século XIV, em cartas de venda e emprazamento de lugares e propriedades. Contou com uma igreja em invocação a São Lourenço, arruinada pelo terramoto de 1755. Regista-se pouco depois, em 1758, que o sítio de Quenena contava com 21 fogos, aos quais se juntavam os oito da Ribeira de Quenena. Em 1960 contava com 57 habitantes, e em 1964 foi designada a aldeia mais bonita do concelho de Cascais.
Sofreu desde então profundas transformações provocadas pela proliferação de construções ilegais (fenómeno que se estendeu até aos anos 90) e pela implantação da lixeira de Trajouce em terrenos adjacentes. O resultado destes processos foi a demolição de grande parte do património tradicional, o corte de um dos dois acessos à aldeia em virtude da instalação da lixeira e a significativa degradação da qualidade de vida e do ambiente no local. Por todos estes fatores, a Câmara Municipal de Cascais, no seu Plano Diretor Municipal de 1997, chegou a classificar Quenena como uma Área Urbana de Génese Ilegal, com vista à sua erradicação.
A povoação e zonas confinantes serão objeto de um processo de revitalização urbana, paisagística e patrimonial da Câmara Municipal de Cascais.

Possui como principal ponto de interesse a Ponte das Varandas.